# Ponet-et-Saint-Auban
Pour les articles homonymes, voir Ponet et Saint-Auban (homonymie).
Ponet-et-Saint-Auban est une commune française située dans le département de la Drôme, en région Auvergne-Rhône-Alpes.

## Géographie

### Localisation
Ponet-et-Saint-Auban se trouve à 4 km au nord-ouest de Die. Elle s'étend de part et d'autre de la Drôme.

### Relief et géologie
La commune est limitée par les contreforts du Diois qui culminent au But de Richaude (1 039 m) pour Ponet et au But de l'Aiglette (1 006 m) pour Saint-Auban.
Sites particuliers :
- But de Richaude (1 039 m)
- Col d'Anès
- Col de Ponet et Marignac
- Col des Chapelets
- Combe Bardenche
- Combe Mare
- Combe Reynaud
- Montagne de Desse
- Onglane (569 m)
- Pas Cultivel
- Pas des Hermans
- Pas des Versannes
- Roche Morlière
- Serre Liotard
- Serre Rouyet

### Hydrographie
La commune est arrosée par les cours d'eau suivants :
- la Drôme ;
- l'Izarette ;
- ravin de Bonnefont ;
- ravin de Chamourier ;
- ravin de l'Église ;
- ravin des Chapelets ;
- ravin du Fond des Buis.

### Climat
Pour des articles plus généraux, voir Climat d'Auvergne-Rhône-Alpes et Climat de la Drôme.
En 2010, le climat de la commune est de type climat méditerranéen altéré, selon une étude du Centre national de la recherche scientifique s'appuyant sur une série de données couvrant la période 1971-2000. En 2020, Météo-France publie une typologie des climats de la France métropolitaine dans laquelle la commune est exposée à un climat de montagne ou de marges de montagne et est dans la région climatique  Alpes du sud, caractérisée par une pluviométrie annuelle de 850 à 1 000 mm, minimale en été. 
Pour la période 1971-2000, la température annuelle moyenne est de 11,2 °C, avec une amplitude thermique annuelle de 17 °C. Le cumul annuel moyen de précipitations est de 1 020 mm, avec 8,7 jours de précipitations en janvier et 5,5 jours en juillet. Pour la période 1991-2020, la température moyenne annuelle observée sur la station météorologique de Météo-France la plus proche, « Die », sur la commune de Die à 6 km à vol d'oiseau, est de 11,9 °C et le cumul annuel moyen de précipitations est de 939,1 mm,. Pour l'avenir, les paramètres climatiques de la commune estimés pour 2050 selon différents scénarios d'émission de gaz à effet de serre sont consultables sur un site dédié publié par Météo-France en novembre 2022.

### Voies de communication et transports
La commune est desservie par la routes départementales D 93 et D 543.

## Urbanisme

### Typologie
Au 1er janvier 2024, Ponet-et-Saint-Auban est catégorisée commune rurale à habitat très dispersé, selon la nouvelle grille communale de densité à 7 niveaux définie par l'Insee en 2022.
Elle est située hors unité urbaine. Par ailleurs la commune fait partie de l'aire d'attraction de Die, dont elle est une commune de la couronne,. Cette aire, qui regroupe 27 communes, est catégorisée dans les aires de moins de 50 000 habitants,.

### Occupation des sols
L'occupation des sols de la commune, telle qu'elle ressort de la base de données européenne d’occupation biophysique des sols Corine Land Cover (CLC), est marquée par l'importance des forêts et milieux semi-naturels (71,7 % en 2018), une proportion sensiblement équivalente à celle de 1990 (71,3 %). La répartition détaillée en 2018 est la suivante : forêts (66,3 %), zones agricoles hétérogènes (16 %), terres arables (11,4 %), milieux à végétation arbustive et/ou herbacée (5 %), prairies (0,9 %), espaces ouverts, sans ou avec peu de végétation (0,4 %). L'évolution de l’occupation des sols de la commune et de ses infrastructures peut être observée sur les différentes représentations cartographiques du territoire : la carte de Cassini (XVIIIe siècle), la carte d'état-major (1820-1866) et les cartes ou photos aériennes de l'IGN pour la période actuelle (1950 à aujourd'hui).

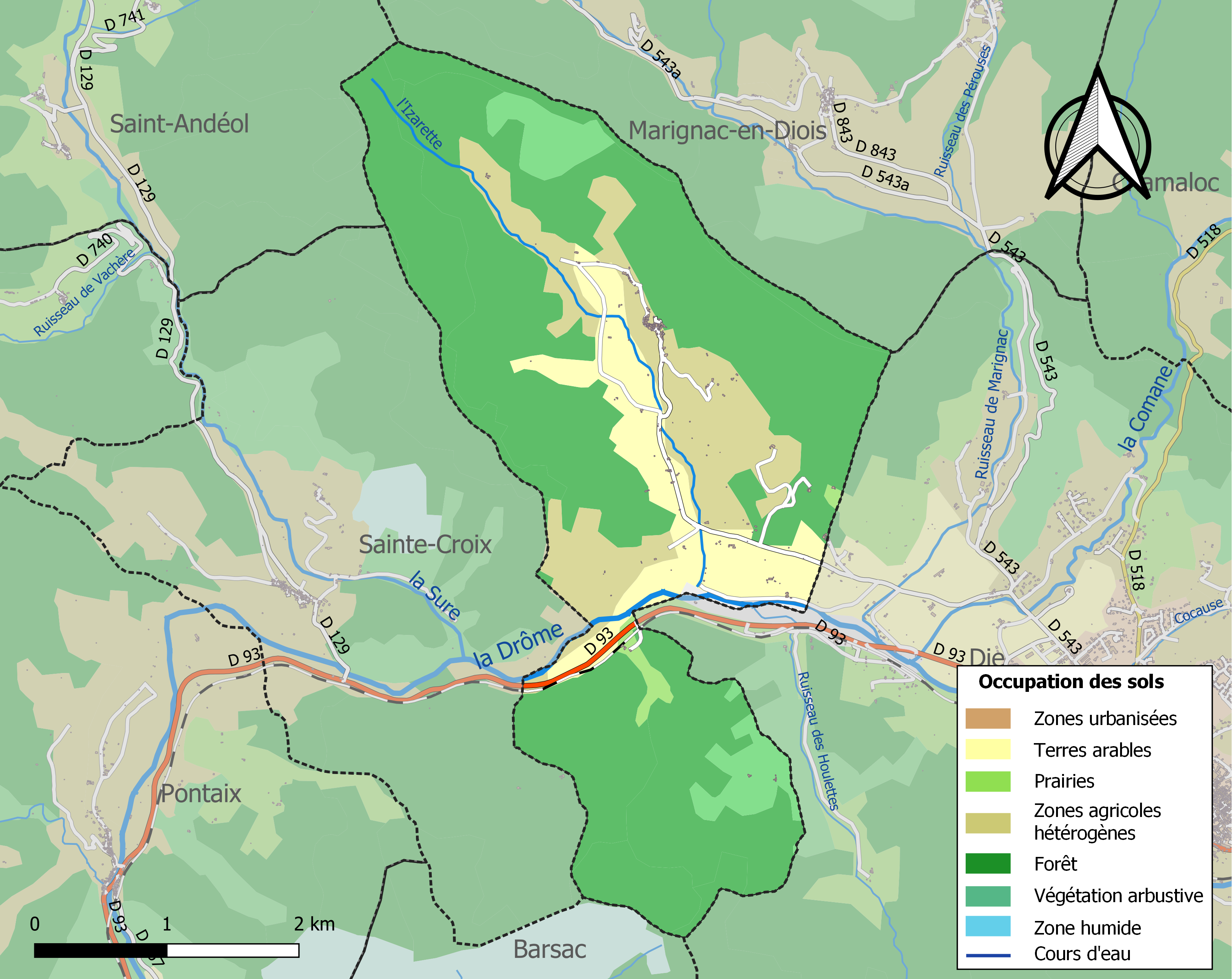
Carte des infrastructures et de l'occupation des sols de la commune en 2018 (CLC).

### Morphologie urbaine
La commune couvre 1 321 hectares dont 670 sont boisés, soit la moitié de la superficie communale.

#### Quartiers, hameaux et lieux-dits
Site Géoportail (carte IGN) :
- Billat
- Boissine
- Chauvet
- Courdeau
- Efréat
- Ferme de Tarrot
- Font Chinarde
- Font Jeanne
- Forêt Domaniale de Justin
- Forêt Domaniale de Saint-Genis
- Fournache
- Girodon
- la Combe
- la Condamine
- la Côte
- la Gémillière
- la Roche
- l'Arsenal
- le Moulin
- les Blaches
- les Chambons
- les Chapelets
- les Chauds
- les Fraches
- les Peyrousses
- les Plots
- les Roux
- les Touches
- les Toujours
- le Trésorier
- Levas
- l'Ubac
- Maubourg
- Pierre Baume
- Pierre Grosse
- Rochasson
- Saint-Auban
- Tête Dure
- Truchat

## Toponymie

### Attestations

#### Ponet
Dictionnaire topographique du département de la Drôme :
- 1210 : villa Paoneti (cartulaire de Die, 49).
- 1215 : Paonet (cartulaire de Die, 61).
- XIVe siècle : mention de la paroisse : cappella de Poneto (pouillé de Die).
- 1441 : Pannetum (cartulaire de Die, 167).
- 1450 : castrum de Pauneto (Rev. de l'évêché de Die).
- 1450 : mention du mandement : mandamentum loci de Paneto (Rev. de l'évêché de Die).
- 1479 : Ponetum (archives de la Drôme, E 1284).
- 1485 : dominus Ponneti (terrier de Saint-Apollinaire [Valence]).
- 1487 : Paunetum (archives de la Drôme, E 2533).
- 1509 : mention de l'église Sainte-Catherine : ecclesia parrochialis Sancte Catharine de Pauneto (visites épiscopales).
- 1576 : Ponnet (rôle de décimes).
- 1891 : Ponet, village, chef-lieu de la commune de Ponet-Saint-Auban.

#### Saint-Auban
Dictionnaire topographique du département de la Drôme :
- 1513 : territorium Sancti Albani (archives de la Drôme, E 1568).
- 1540 : Sainct Alban (inventaire de la chambre des comptes).
- 1590 : Saint Aulban (Mém. des frères Gay).
- 1634 : Saint Hauben (archives de Die).
- 1663 : la Batie Saint-Auban (archives de la Drôme, E 1569).
- 1705 : Saint Auban lez Dye (dénombrement du royaume).
- 1891 : Saint-Auban : ferme et quartier de la commune de Ponet-Saint-Auban.

#### Ponet-et-Saint-Auban
- An VIII (1799-1800) : Ponet-Saint-Auban à la suite du rattachement de la terre de Saint-Auban[13] qui se trouve sur la rive gauche de la rivière Drôme (Loi du 28 pluviôse an VIII - 17 février 1800[réf. nécessaire]).
- 1891 : Ponet-Saint-Auban, commune du canton de Die[13].

(non daté)[réf. nécessaire] : Ponet-et-Saint-Auban, commune.

### Étymologie
- Ponet :
- Saint-Auban :

## Histoire
Pour un article plus général, voir Histoire de la Drôme.

### Du Moyen Âge à la Révolution

#### Ponet
La seigneurie :
- Au point de vue féodal, Saint-Auban était une terre (ou seigneurie) du fief des évêques de Die.
- XIIIe siècle : possession des Artaud d'Aix.
- 1472 : elle passe aux (d')Eurre.
- 1595 : elle passe (par mariage) aux Moreton de Chabrillan, derniers seigneurs.

XVIe siècle : le seigneur d'Ourches, qui possédait Ponet, s'illustra lors des Guerres de Religion.
Avant 1790, Ponet était une communauté de l'élection de Montélimar, de la subdélégation de Crest et du bailliage de Die

Elle formait une paroisse du diocèse de Die dont l'église était dédiée à sainte Catherine et dont les dîmes appartenaient à l'évêque diocésain.

#### Saint-Auban
La seigneurie :
- Au point de vue féodal, Saint-Auban était une terre (ou seigneurie) du fief des évêques de Die.
- Début XVIe siècle : possession des Reynard.
- Vers 1667 : la terre passe (par héritage) aux Faure de Vercors.
- 1745 : elle passe aux Gallien de Chabons, derniers seigneurs.

Avant 1790, Saint-Auban était une communauté de l'élection de Montélimar, de la subdélégation de Crest et du bailliage de Die.

### De la Révolution à nos jours
En 1790, Ponet devient une municipalité du canton de Saint-Julien-en-Quint.
En 1799-1800, la réorganisation de l'an VIII (1799-1800) fusionne Ponet et Saint-Auban dans une nouvelle commune nommée Ponet-Saint-Auban et la place dans le canton de Die,.

## Politique et administration

### Liste des maires
| Période                                                                      | Période                        | Identité                            | Étiquette        | Qualité       |
| ---------------------------------------------------------------------------- | ------------------------------ | ----------------------------------- | ---------------- | ------------- |
| Les données manquantes sont à compléter. : de la Révolution au Second Empire |                                |                                     |                  |               |
| 1790                                                                         | 1871                           | ?                                   |                  |               |
| Les données manquantes sont à compléter. : depuis la fin du Second Empire    |                                |                                     |                  |               |
| 1871                                                                         | 1874                           | ?                                   |                  |               |
| 1874                                                                         | 1878                           | ?                                   |                  |               |
| 1878                                                                         | 1884                           | ?                                   |                  |               |
| 1884                                                                         | 1888                           | ?                                   |                  |               |
| 1888                                                                         | 1892                           | ?                                   |                  |               |
| 1892                                                                         | 1896                           | ?                                   |                  |               |
| 1896                                                                         | 1900                           | ?                                   |                  |               |
| 1900                                                                         | 1904                           | ?                                   |                  |               |
| 1904                                                                         | 1908                           | ?                                   |                  |               |
| 1908                                                                         | 1912                           | ?                                   |                  |               |
| 1912                                                                         | 1919                           | ?                                   |                  |               |
| 1919                                                                         | 1925                           | ?                                   |                  |               |
| 1925                                                                         | 1929                           | ?                                   |                  |               |
| 1929                                                                         | 1935                           | ?                                   |                  |               |
| 1935                                                                         | 1945                           | ?                                   |                  |               |
| 1945                                                                         | 1947                           | ?                                   |                  |               |
| 1947                                                                         | 1953                           | ?                                   |                  |               |
| 1953                                                                         | 1959                           | ?                                   |                  |               |
| 1959                                                                         | 1965                           | ?                                   |                  |               |
| 1965                                                                         | 1971                           | ?                                   |                  |               |
| 1971                                                                         | 1977                           | ?                                   |                  |               |
| 1977                                                                         | 1983                           | Ernest Galland                      | PS               |               |
| 1983                                                                         | 1989                           | ?                                   |                  |               |
| 1989                                                                         | 2014                           | Jean Cutivel                        | PCF              |               |
| 2014                                                                         | 2020                           | Daniel Rolland                      | (sans étiquette) | agriculteur   |
| 2020                                                                         | En cours (au 16 décembre 2021) | Daniel Rolland[source insuffisante] |                  | maire sortant |

## Population et société

### Démographie
L'évolution du nombre d'habitants est connue à travers les recensements de la population effectués dans la commune depuis 1793. Pour les communes de moins de 10 000 habitants, une enquête de recensement portant sur toute la population est réalisée tous les cinq ans, les populations de référence des années intermédiaires étant quant à elles estimées par interpolation ou extrapolation. Pour la commune, le premier recensement exhaustif entrant dans le cadre du nouveau dispositif a été réalisé en 2006.

En 2022, la commune comptait 143 habitants, en évolution de +13,49 % par rapport à 2016 (Drôme : +2,64 %, France hors Mayotte : +2,11 %).
| 1793 | 1800 | 1806 | 1821 | 1831 | 1836 | 1841 | 1846 | 1851 |
| ---- | ---- | ---- | ---- | ---- | ---- | ---- | ---- | ---- |
| 253  | 181  | 250  | 272  | 274  | 290  | 299  | 276  | 230  |

| 1856 | 1861 | 1866 | 1872 | 1876 | 1881 | 1886 | 1891 | 1896 |
| ---- | ---- | ---- | ---- | ---- | ---- | ---- | ---- | ---- |
| 223  | 221  | 240  | 235  | 230  | 221  | 205  | 195  | 198  |

| 1901 | 1906 | 1911 | 1921 | 1926 | 1931 | 1936 | 1946 | 1954 |
| ---- | ---- | ---- | ---- | ---- | ---- | ---- | ---- | ---- |
| 200  | 179  | 176  | 149  | 160  | 144  | 143  | 118  | 98   |

| 1962 | 1968 | 1975 | 1982 | 1990 | 1999 | 2006 | 2011 | 2016 |
| ---- | ---- | ---- | ---- | ---- | ---- | ---- | ---- | ---- |
| 94   | 79   | 68   | 100  | 99   | 89   | 121  | 128  | 126  |

| 2021 | 2022 | - | - | - | - | - | - | - |
| ---- | ---- | - | - | - | - | - | - | - |
| 138  | 143  | - | - | - | - | - | - | - |

### Enseignement
La commune relève de l'académie de Grenoble.

### Manifestations culturelles et festivités
- Fête : le dernier dimanche de juillet[15].

### Médias
Le territoire de la commune se situe dans l'aire de diffusion de plusieurs médias :
- Presse écrite
  - Le Dauphiné libéré, quotidien régional qui consacre, chaque jour, y compris le dimanche, dans son édition de « La vallée de la Drôme » un ou plusieurs articles à l'actualité du canton et de la commune, ainsi que des informations sur les éventuelles manifestations locales, les travaux routiers, et autres événements divers à caractère local.
  - L'Agriculture Drômoise, journal d'informations agricoles et rurales, couvre l'ensemble du département de la Drôme.
  - Drôme Hebdo (ancien Peuple Libre), hebdomadaire chrétien d'informations.
  - Journal du Diois et de la Drôme.

- Presse audio-visuelle
  - France Bleu est une radio publique diffusée sur son territoire

## Économie

### Agriculture
En 1992 : pâturages (ovins), vignes (vins AOC Clairette de Die).

## Culture locale et patrimoine

### Lieux et monuments

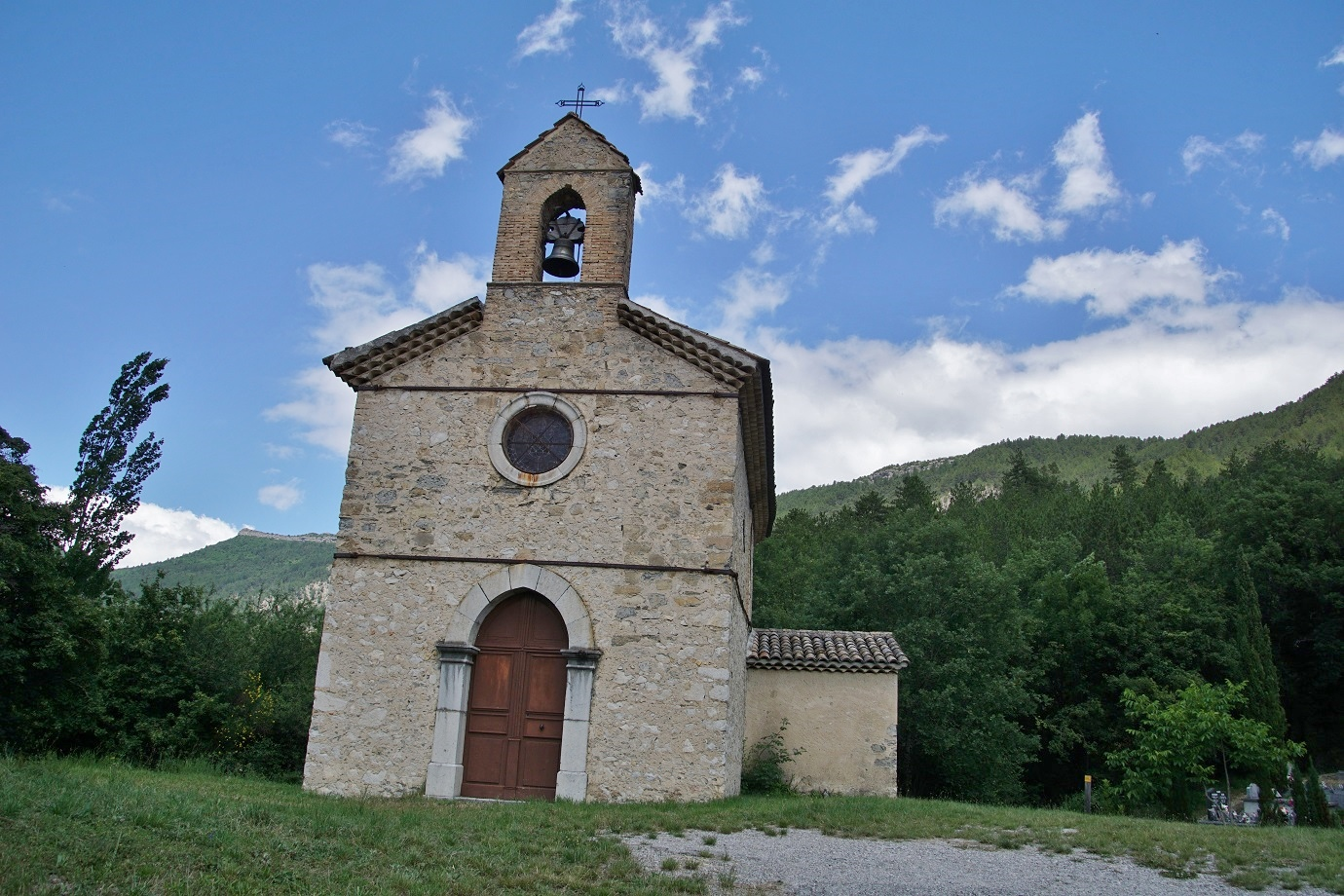
Église Sainte-Catherine.

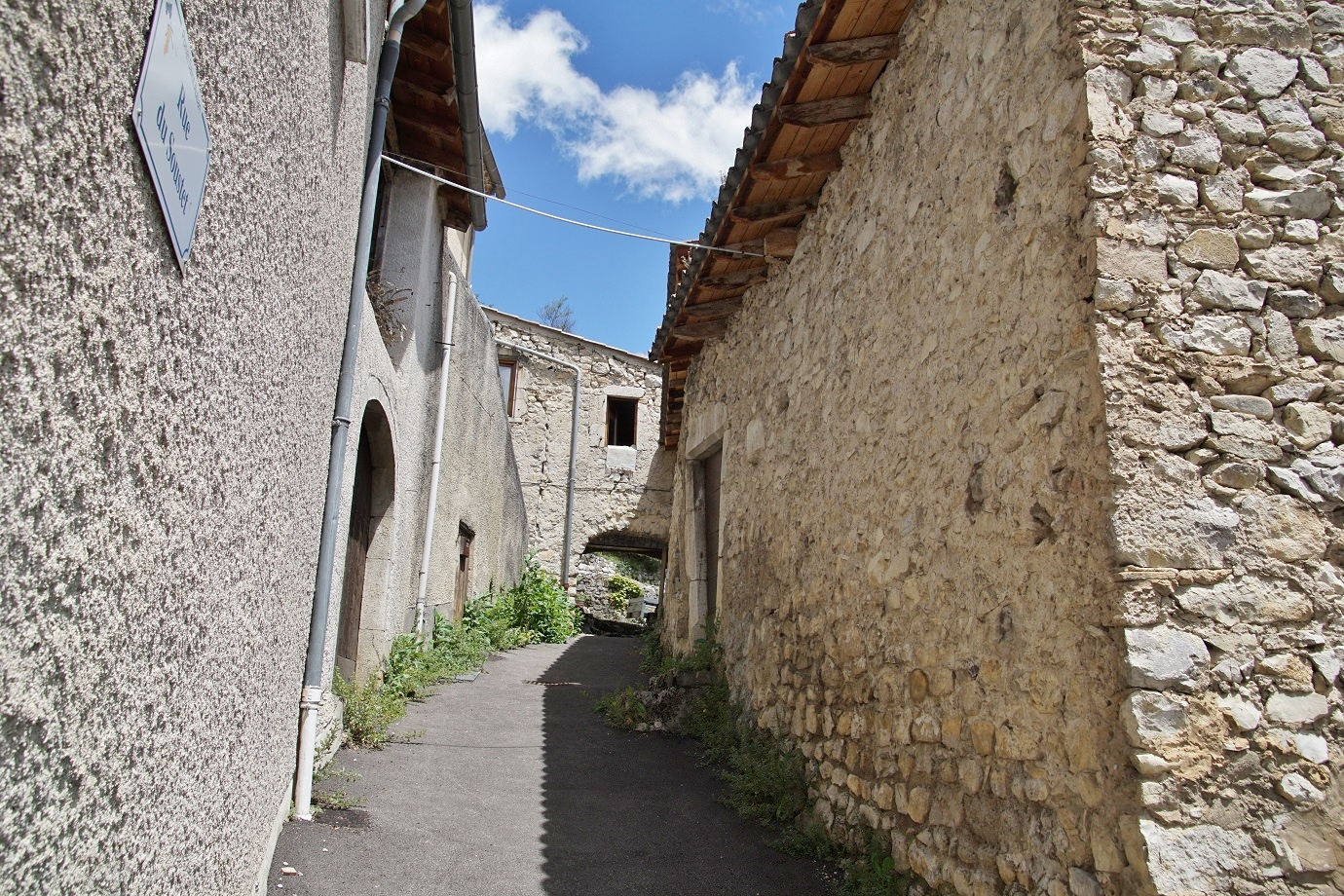
Rue de Ponet-et-Saint-Auban.

- Église Sainte-Catherine de Ponet-et-Saint-Auban, de style roman[15].
- Temple protestant[réf. nécessaire].

### Patrimoine culturel
- Artisanat d'art : poterie[15].

### Patrimoine naturel
La commune fait partie du parc naturel régional du Vercors et du Pays diois.

### Héraldique, logotype et devise
|  | Ponet-et-Saint-Auban possède des armoiries dont l'origine et le blasonnement exact ne sont pas disponibles. |